# Дом купца Р. М. Минина
Дом купца Р. М. Минина — одноэтажный кирпичный дом, расположенный в Колывани (Новосибирская область). Построен в 1911 году. Памятник архитектуры регионального значения.

## Описание
Главный западный фасад одноэтажного жилого дома выходит на красную линию застройки улицы Ленина. Ранее возле здания находились усадебные постройки, впоследствии утраченные.
Крыша вальмовая четырёхскатная стропильной конструкции.
С северной стороны здания была разобрана деревянная галерея и пристроен объём, полностью включивший в себя весь северный фасад.
Для стен первоначального объёма был использован хорошо обожжённый красный кирпич (размер — 26 × 12,5 × 7).
Цоколь сложен из кирпича и стоит на бутовых стенах подвала, выстроенных из местного гранита.
Карниз формируют два кирпичных ряда, между которыми проходит поребрик, и декоративные кронштейны из лекального кирпича.
Главный фасад увенчан выведенным на кровлю аттиком, завершённым криволинейным карнизом. На аттике размещён круглый декоративный проём.
На кровле здания над угловыми лопатками западного фасада расположены квадратные в плане парапетные столбики.
Плоскость стен по углам здания и на участках пересечения внутренних несущих стен и плоскости фасадов раскрепована лопатками, в результате чего на внешней части дома отразилась внутренняя планировка, что привело к асимметрии фасадов, компенсирующейся лишь на лицевой стороне дома за счёт выведенных на кровлю декоративных элементов.
Пластика стены выражена с помощью горизонтального руста, наличников и лопаток с прямоугольными нишами и включением криволинейных симметричных элементов в их верхней части.
Окна завершены лучковой перемычкой с замковым камнем. Наличники выполнены в кирпичной пластике: надоконная часть наличников — полуциркульный сандрик из лекального кирпича, фартук по краям декорирован кирпичными свесами, а вертикальные части увенчаны стилизованными капителями.
В цоколе сделаны отверстия-продухи. С восточного фасада находится вход в подвал.
Пространство здания в плане разбито двумя внутренними параллельными несущими стенами на коридор, входы в который расположены с южного и северного фасадов, и два выходящих на запад и восток прямоугольных помещения, каждое из которых было разделено на две комнаты перегородками, утраченными в более позднее время.
Стены внутри дома отделаны штукатуркой и побелены, а плахи пола выкрашены масляной краской.
Размеры в плане — 12,1 × 15,8.